# Ultimatum (film, 2009)
Pour les articles homonymes, voir Ultimatum (homonymie).
Pour plus de détails, voir Fiche technique et Distribution.
Ultimatum est un film franco-italo-israélien d'Alain Tasma sorti en 2009.

## Synopsis
À la Saint-Sylvestre 1990, l'ONU demande à l'Irak de retirer ses soldats du Koweït sous peine d'intervention militaire de l'OTAN. En Occident on pense à la troisième guerre mondiale pendant qu'à Jérusalem on s'angoisse pour une menace d'armes chimiques et bactériologiques.
Luisa, franco-italienne de 23 ans, est une étudiante en histoire de l'antiquité à la faculté de Jérusalem. Nathaniel a 23 ans lui aussi, est artiste-peintre et travaille comme vigile à Jérusalem-Est. Tous deux sont au centre d'une histoire où l'on s'interroge sur une éventuelle fin du monde.

## Fiche technique
- Titre : Ultimatum
- Réalisation : Alain Tasma
- Scénario : Alain Tasma, Valérie Zenatti
- Musique : Cyril Morin
- Photographie : Dominique Bouilleret
- Production : Thomas Anargyros et Édouard de Vésinne
- Société de production : Sipango, en association avec Cinémage 2
- Société de distribution : Mars Films
- Pays de production :  France,  Israël,  Italie
- Langue : français, hébreu, italien
- Date de sortie : 
  - France : 30 septembre 2009

## Distribution
- Gaspard Ulliel : Nathanaël
- Jasmine Trinca : Luisa
- Michel Boujenah : Victor
- Anna Galiena : Rachel
- Sarah Adler : Tamar
- Hana Laszlo : Bella
- Lior Ashkenazi : Gil